# 弗吉尼亞聯合大學
維吉尼亞聯合大學（Virginia Union University，縮寫：VUU）是一所位于美國弗吉尼亞州里士滿的私立大学和傳統黑人大學，2015年《美國新聞與世界報道》將其列在“南部地區大學”排名中的第68位。 它在1899年由美國內戰之後1865年成立的兩所學校：里士滿理工學院（Richmond Theological Institute）和韋蘭神學院（Wayland Seminary）合併而成，一開始就採用現在的名稱，並為解放的黑人提供教育。

## 外部連結
- Virginia Union University （页面存档备份，存于）
- Virginia Union University athletics （页面存档备份，存于）
- 中的“弗吉尼亞聯合大學”
- Bells For Peace - The Belgian Pavilion （页面存档备份，存于）